# بابوا (إندونيسيا)
مقاطعة بابوا (بالإندونيسية: Papua)‏ هي إحدى مقاطعات إندونيسيا. عاصمتها جايابورا
كانت تحت وصاية الأمم المتحدة حتى 1 مايو 1963، عندما انتقلت إلى الإدارة الإندونيسية التي سُميت آنذاك حَجْراً Quarantine. منذ 1965 ظهرت منظمة تحرير بابوا Organisasi Papua Merdeka, وتعرف باختصارها OPM.
في عام 1967 وقعت الحكومة الإندونيسية امتيازاً لإستخراج الذهب والنحاس لمدة 30 عاماً مع شركة فريپورت مكموران الأمريكية. الشركة حفرت أكبر منجم ذهب ونحاس في العالم، وهو كذلك أكبر منجم مفتوح في العالم. وفي عام 1991 وقعت الحكومة الإندونيسية تمديداً لمدة 30 عاماً إضافية للشركة التي ما لبثت أن حفرت منجم آخر هو منجم جراسبرج Grasberg mine الذي أصبح أكبر منجم ذهب في العالم وصاحب أقل تكلفة استخراج ذهب في العالم.
في 1969 أصدرت إندونيسيا «قانون حرية الاختيار» الذي بموجبه ضمت إيريان جايا إليها كمقاطعتين: بابوا وغرب إيريان جايا.

## جزر المقاطعة
من أهم جزر المقاطعة:
- جزر بياك (جزر شوتن)
  - جزيرة بياك
  - جزيرة نومفور
  - جزيرة يابن
  - جزيرة ميوس نوم
  - جزيرة سوبيوري
- جزيرة كوموران
- جزيرة يوس سودارسو

## توأمة
لبابوا اتفاقيات توأمة مع:
- ياماغاتا

## أعلام
- جيف ودلاند
- يوهانيس تغوي
- ريكي كايامي